# Argyractis tetropalis
Argyractis tetropalis là một loài bướm đêm trong họ Crambidae.